# 島津忠朝 (日置家)
島津 忠朝 / 島津 忠心（しまづ ただとも / しまづ ただむね）は、薩摩国薩摩藩家老日置島津家第5代。

## 家系
日置島津家は、島津宗家15代当主島津貴久の三男島津歳久に始まり、2代常久以降に薩摩国日置（現・鹿児島県日置市日吉町日置）を領した。明治33年（1900年）に島津久明が男爵に叙され華族となった。

## 略歴
寛永4年（1627年）5月25日、薩摩藩藩主島津家久の十二男として生まれる。母は川村秀政の娘。寛永11年（1634年）桂忠能の養子となる。慶安2年（1649年）桂家を離れ実家に戻った。
万治3年（1659年）12月22日、兄光久の命で日置島津久慶の遺跡を相続した。久慶は島津家に功績のあった家老だったが、慶安4年（1651年）に死去した後に養子久憲から禁制の一向宗信徒だったことや、主君の光久を呪詛していたことを告発され家の系図から除かれており、久慶の父常久の養子としての相続だった。この際に、日置領と東郷領のうち日置領は没収された。
寛文元年（1661年）12月13日、大隅国帖佐地地頭職に就任。寛文3年（1663年）霊元天皇即位式の祝賀使として嫡男忠興（忠竹）を上京させた。寛文3年（1663年）7月2日、薩摩国蒲生地頭職に就任。
延宝3年（1675年）8月11日死去。家督は嫡男忠竹が相続した。